# ماكس شنتلر
ماكس شنتلر (بالإسبانية: Max Schnettler)‏ (مواليد 30 يناير 1986) هو سبّاح تشيلي، مثّل بلاده في الألعاب الأولمبية الصيفية 2004.

## روابط خارجية
ماكس شنتلر على موقع الاتحاد الدولي للسباحة (الإنجليزية)
- ماكس شنتلر على موقع اللجنة الأولمبية الدولية (الإنجليزية)
- ماكس شنتلر على موقع أوليمبيديا (الإنجليزية)